# Stanisław August Poniatowski (1835–1908)
Stanisław August Friedrich Joseph Telemach Luci Poniatowski (ur. 9 listopada 1835 we Florencji, zm. 6 stycznia 1908 w Paryżu) – oficer francuski.
Syn Józefa Michała Poniatowskiego i Matyldy Perotti.
W 1864 mianowany koniuszym Napoleona III. Po wojnie utracił majątek i działał na giełdzie.
Żonaty z Luise Leopoldine le Hon (córka ambasadora belgijskiego w Paryżu). Miał z nią synów Ludwika Leopolda (żonaty z Amerykanką Sperry) i Karola Józefa (żonaty z Amerykanką Goddari) oraz córkę Katarzynę Matyldę (niezamężna).
Pochowany na Cmentarzu Montmartre.